# Tournoi de Wimbledon 1922
Résultats du Tournoi de Wimbledon 1922.

## Simple messieurs
Finale : Gerald Patterson  Australie bat Randolph Lycett  Australie 6-3, 6-4, 6-2

## Simple dames
Finale : Suzanne Lenglen  France bat Molla Mallory  États-Unis 6-2, 6-0